# Pseudosphaerodes
Pseudosphaerodes es un  género de coleópteros adéfagos de la familia Carabidae.

## Especies
Comprende las siguientes especies:
- Pseudosphaerodes rhodopus (Bates, 1892)
- Pseudosphaerodes sphaerodoides (Alluaud, 1917)
- Pseudosphaerodes sulcatus (Eschscholtz, 1833)